# Зоряное (Миргородский район)
Зоряное (укр. Зоряне; до 2025 года — Зирка) — село, Гирявоисковецкий сельский совет, Лохвицкий район, Полтавская область,
Украина.
Код КОАТУУ — 5322682404. Население по переписи 2001 года составляло 20 человек.

## Географическое положение
Село Зирка примыкает к селу Червоная Балка, на расстоянии в 1 км от села Веселое.
По селу протекает пересыхающий ручей с запрудой.